# Неолин
Неолин (англ. Neolin) — пророк индейского народа делавары, проживающий в середине XVIII века на территории современного американского штата Огайо. Даты его рождения и смерти неизвестны. 
Вдохновленный религиозным видением, в 1761 году Неолин провозгласил, что индейцы должны отказаться от европейских товаров и образа жизни белых поселенцев и вернуться к более традиционному образу жизни, в частности, отвергая алкоголь и материализм. Самым известным последователем Неолина был вождь оттава Понтиак.

## Видение Неолина
В 1761 году Неолин прошел через период поста, заклинаний и сновидений, во время которого он утверждал, что его посетил Владыка Жизни. Во сне он узнал, что должен посетить высшее существо. Неолин отправился в путь, неся с собой оружие, продовольствие и большой котёл. Пройдя восемь дней, он остановился на берегу реки, и заметил, три широкие тропы. Неолин укрылся на развилке с наступлением ночи, где он заметил, что три тропы становились тем ярче, чем темнее становилось, и это изумило его до состояния страха. Размышляя об этом странном явлении, он начал понимать, что одна из троп, должна вести к Владыке Жизни. 
На рассвете Неолин отправился по самой широкой из трёх дорог, где он внезапно увидел большой огонь, выходящий из земли. Он вернулся на перекрёсток и выбрал второй путь, который снова привёл к большому пламени. Вернувшись снова к развилке, Неолин выбрал третью дорогу, самую узкую, которая привела его к тому, что казалось горой изумительной белизны, и он остановился в изумлении. Приблизившись к горе, он встретил красивую женщину, которая объяснила ему, что для того, чтобы Неолин мог увидеть Владыку Жизни, он должен сперва раздеться, оставить все свои вещи и совершить омовение в близлежащей реке. После этого женщина сказала ему, что он должен использовать только левую руку и левую ногу при подъёме. Достигнув вершины, Неолин увидел три красивые деревни, и зашагал к самой привлекательной. Смущённый своей наготой он остановился, но услышал голос, который сказал ему, что он может продолжать путь, потому что был очищен перед восхождением. У ворот его встретил человек, одетый во всё белое, который привёл его к Владыки Жизни. 
Владыка Жизни взял Неолина за руку, дал ему шляпу, окаймлённую золотом, и сказал: Я сотворил небеса и землю, деревья, озёра, реки, всех людей и всё, что ты видишь и видел на земле. Поскольку я люблю тебя, ты должен делать то, что я говорю, и что мне нравится, и не делать того, что я ненавижу. В разговоре с Владыкой Жизни Неолин узнал, что Творец недоволен своим народом за пристрастие к алкоголю, многожёнство, половую распущенность, колдовство и раздоры. Тяжелейшим из прегрешений индейцев была их терпимость к европейским захватчикам. Владыка Жизни поведал, что для того, чтобы вернуть его расположение и возвратить дичь, которой прежде кормились индейцы, они должны противостоять дальнейшим вторжениям белых людей. Творец призвал индейские племена к единению и показал Неолину молитву, которую он должен был произносить каждое утро и вечер.

## Восстание Понтиака
Учение Неолина быстро распространилось по всем группам делаваров. Но его послание предназначалось не только соплеменникам, так как основывалось на идеи расового единения индейцев в сопротивлении вторжению белых людей. В 1763 году учение пророка достигло деморализованных племён к западу от Огайо, до самой реки Миссисипи. Проповеди Неолина обеспечили духовную основу не только для объединения делаваров, но и для паниндейского движения сопротивления.
Сотни местных жителей в Огайо стали учениками пророка. Его послание сильно повлияло на Понтиака, лидера племени оттава. Понтиак согласился с Неолином в том, что индейским племенам необходимо прекратить полагаться на европейцев и объединиться против британских поселенцев. Но отказываться от огнестрельного оружия он не стал. Понтиак считал, что у индейцев мало надежды защитить свои территории, если они вернутся к более традиционным средствам борьбы. Хотя вождь оттава и ссылался в своих воззваниях на учение пророка, он частично исказил его послание. Понтиак и его сторонники понимали, что не смогут отказаться от торговли с белыми людьми и от использовании ружей.
В конце 1764 года Неолин призвал индейские племена прекратить восстание и начать переговоры с британцами. По словам пророка, Владыка Жизни призвал его использовать квакеров, как посредников, для переговоров. Но восстание продолжалось до 1766 года и оказалось одним из первых в серии движений антиколониального сопротивления индейцев, отмеченных сочетанием религиозного и политического лидерства.

## Наследие
Учение Неолина, принятое Понтиаком, повлияло на политику многих племён от озера Онтарио до реки Миссисипи, в том числе среди вайандотов, делаваров, кикапу, майами, оджибве, потаватоми, сенека и шауни. Послание Неолина стало неотъемлемой частью более поздних попыток ревитализации таких индейских пророков Северной Америки, как Красивое Озеро, Кеннекук и Тенскватава. Если первые два духовных лидера отвергали насилие и проповедовали сосуществование, то учение Тенскватавы обеспечило духовную основу для другого восстания, известного как Война Текумсе.
Чувство исторического предначертания и триумфа справедливости высших сил, которое стало фундаментальным для позднейших религиозных движений индейцев Северной Америки, таких как Пляска Духа, коренится в учении Неолина.